# Parafia św. Wojciecha w Złotorii
Parafia św. Wojciecha w Złotorii – parafia położona w Złotorii, w województwie kujawsko-pomorskim. Obejmuje ona kościół parafialny św. Wojciecha w Złotorii oraz kościół filialny w Grabowcu.

## Historia
Na przełomie X i XI wieku Złotorię na pewno zamieszkiwali jacyś chrześcijanie, bo przyjęli zmierzającego do Prus św. Wojciecha. Zapewne to on konsekrował ówczesny kościół. Pierwsze źródła pisane wspominają, że kościół w 1242 roku stał się własnością biskupów włocławskich. W tym czasie Złotoria była osobną parafią w dekanacie lipnowskim i diecezji płockiej. Następnie przekształciła się z parafii w filię parafii Dobrzejowice w diecezji Włocławskiej. W 1722 roku Złotorię przeniesiono do diecezji Chełmińskiej (dekanat Toruń). Natomiast w styczniu 1789 roku biskup Ignacy przeniósł Złotorię do parafii Kaszczorek. W 1807 roku kościół został rozebrany przez wojska Francuskie, ale mieszkańcy przenieśli do wsi kaplicę z pobliskiego lasku. Jednak w 1821 roku kościół uległ spaleniu z powodu źle zgaszonych świec po mszy w niedzielę. W 1823 roku rozpoczęto budowę kościoła. Brali w niej udział mieszkańcy parafii, czyli oprócz wiernych ze Złotorii uczestniczyli mieszkańcy Nowej wsi, Gumowa, Lubicza, Krobi, Brzozówki, Grabowca, Silna, Grocha, Ostrowa, Kopanina, Obór, Kolonii, Opalenica i Lipowca. Kościół był drewniany i dość skromny, a poświęcony został 23 kwietnia 1827 roku w święto św. Wojciecha. Kościół z powodu braku pieniędzy popadał w coraz gorszy stan techniczny więc mieszkańcy podjęli się budowy nowego murowanego kościoła. Stary rozebrano i sprzedano za 550 marek.
Na początku 1906 roku powstały dwa plany nowego kościoła których autorami byli Roseau i Wicher. Wybrano plan, który zakładał wybudowanie neogotyckiej świątyni. Koszt budowy oszacowano na 30 000 marek. 22 000 zebrali parafianie, a reszta pochodziła z darowizn. Prace budowlane trwały do 1906 roku, wtedy też wyposażono odpowiednio kościół. Wszystko oprócz ołtarza (ze starego kościoła) wykonano od nowa. Ołtarze boczne i ambony wykonano przez rzeźbiarza w 1910 roku. Płytki na posadzkę były z niemieckiej fabryki, a poświęcenia kościoła dokonał ks kanonik Jakub Klunder na oczach proboszcza Jana Sandowskiego, który uczestniczył w budowie. Wtedy rozległ się pierwszy dźwięk dzwonu z Turyngii, który ważył 231 kg i kosztował 743 marki. 15 września 1979 roku Złotoria ponownie została parafią na mocy biskupa chełmińskiego. Natomiast proboszczem w 15 września 1929 roku został ks. Zdzisław Matuszczak (ur. 1933 r.) i był nim do 1986 roku kiedy decyzją biskupa przeszedł do parafii w Cichym. Tam też zmarł na początku kwietnia 1992 roku. 15 marca 1986 roku nowym proboszczem został Krzysztof Stanowicz (ur. 1943 r.). W 1992 roku proboszcz parafii otrzymał tytuł Kanonika Honorowego Kapituły Katedralnej Toruńskiej. W 1987 roku w parafii odbyły się misje święte O.O. Redemptorystów (ponownie były w 2000 i 2006 roku).

## Obecne wyposażenie kościoła w Złotorii
Ołtarz główny pochodzi z kościoła powołania św. Mikołaja w Toruniu. W części środkowej ołtarza jest obraz Matki boskiej śnieżnej. Ołtarz posiada również drugie ruchome malowidło ze św. Wojciechem. Na bocznych ołtarzach przedstawiono przemienienie pańskie na górze Tabor i św. Barbarę.

## Historia i wystrój filii w Grabowcu
Kościół ten został wybudowany w 1922 roku bez żadnego stylu. Był to kościół dla protestantów tam osiedlonych, których było ponad tysiąc w Grabowcu, Kopaninie i Silnie. Po II wojnie światowej ludność niemiecka wyemigrowała i dnia 19 marca 1948 roku ówczesny proboszcz ks. Stanisław Paluszyński odprawił tam mszę w obrządku rzymskokatolickim i poświęcił go Najświętszemu Sercu Pana Jezusa. W 1967 roku biskup Bernard Czapliński na przechowywaniu tam Najświętszego sakramentu i zmienił nazwę na kościół pod wezwaniem Chrystusa króla.